# Gianpaolo Bellini (fisico)

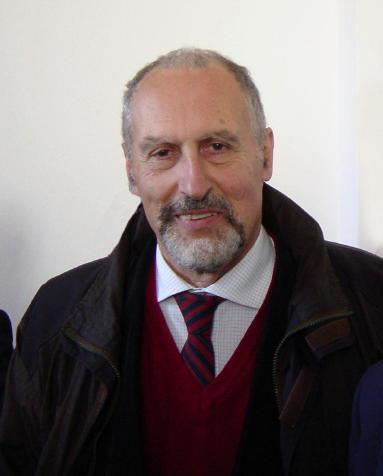
Gianpaolo Bellini

Gianpaolo Bellini (Milano, 12 giugno 1935) è un fisico italiano, ricercatore emerito dell'INFN Istituto Nazionale di Fisica Nucleare,vincitore del premio internazionale Bruno Pontecorvo nel 2016 e del premio Enrico Fermi nel 2017. È membro onorario della Società Italiana di Fisica e membro dell’Istituto Lombardo Accademia di Scienze e Lettere. È stato professore all'Università degli Studi di Milano, membro nel Consiglio Direttivo della Società Europea di Fisica e ha ricoperto varie cariche istituzionali all'INFN, fino alla vicepresidenza. 
È stato il "padre" dell'esperimento Borexino.

## Ricerca
Negli anni ’30 del XX secolo, Bethe e von Weizsäcker avevano ipotizzato l’esistenza, nelle stelle, di due diversi cicli di reazioni di fusione nucleare: il cosiddetto ciclo "pp" (protone-protone) e quello CNO  (Carbonio-Azoto-Ossigeno). Il primo veniva ipotizzato come dominante nelle stelle medio-piccole, come il nostro Sole, il secondo in quelle cosiddette massive, cioè aventi una massa almeno il 30% superiore rispetto a quella del Sole.
Queste ipotesi rimasero tali per molti decenni, fino a quando si iniziò a studiare i neutrini emessi dal Sole. Tale studio fu condotto dapprima attraverso esperimenti di tipo radio-chimico e successivamente su rivelatori basati sulla luce Čerenkov in acqua o acqua pesante.  Entrambi presentavano però dei problemi: nei primi non c’era la possibilità di distinguere fra i flussi dei neutrini emessi dalle varie reazioni nucleari nel Sole, mentre i secondi avevano una soglia molto alta a causa della presenza della radioattività naturale dei componenti del rivelatore, per cui riuscivano a studiare soltanto lo 0.1% del flusso di neutrini solari.
Fra il 1988 il 1990 Gianpaolo Bellini, discutendo con Raju Raghavan (Bell Laboratories), Frank Calaprice (Università di Princeton) e Franz von Feilitzsch (TUM - Garchin), ideò un esperimento capace di misurare i flussi di tutte le reazioni solari di fusione che emettono neutrini. Condizione indispensabile per raggiungere questo obbiettivo era l’abbattimento della radioattività naturale di fondo a livelli mai raggiunti prima da nessun altro esperimento.
Nel quinquennio 1990-1995 un R&D permise lo sviluppo di metodi innovativi che consentirono di guadagnare fino a 13 ordini di grandezza rispetto alla radio-contaminazione naturale, raggiungendo una radiopurezza che a tutt'oggi rimane ineguagliata. L’esperimento, chiamato Borexino, fu installato ai Laboratori del Gran Sasso del INFN.
Nel 2007 iniziò la presa dati e le scoperte si sono succedute una dopo l’altra. Nel 2014 fu completata la misura di tutte le reazioni di fusione del ciclo protone-protone, le quali producono il 99% di tutta l’energia solare. Questa misura non solo fornì la prova sperimentale della fonte di tale energia, ma permise anche di confrontare la luminosità solare ottenuta con i fotoni con quella ottenuta attraverso i neutrini. I due dati risultano in buon accordo tra di loro. Poiché i neutrini sono in grado di attraversare il Sole indisturbati in pochi secondi, mentre al contrario i fotoni interagiscono continuamente impiegando tempi lunghissimi per raggiungerne la superficie, ciò ha permesso di rivelare la stabilità della nostra stella su una scala di oltre 100.000 anni.
La misura delle reazioni di fusione solari ha permesso inoltre di osservare per la prima volta l’oscillazione dei neutrini in regime di vuoto e misurare il rapporto fra le probabilità di sopravvivenza del neutrino-elettrone nel vuoto e nella materia.
Queste importanti scoperte furono seguite nel 2020 da un altro risultato storico: la misura del ciclo CNO, processo minoritario nel nostro Sole ma dominante nelle stelle più massive e in ultima analisi nell'Universo. 
Si è così giunti ad ottenere una evidenza sperimentale dei diversi meccanismi che fanno brillare le stelle, da quelle di massa simile o inferiore a quella del Sole (catena pp) a quelle più massive (ciclo CNO).
Nel 2014 e nel 2020 i risultati di Borexino sono stati classificati fra i 10 migliori risultati della fisica mondiale dal Physics World del britannico IOP.  Nel 2014 le poste italiane hanno emesso un francobollo celebrativo  dell’esperimento.  Nel 2022 la collaborazione Borexino è stata insignita del premio biennale della Società Europea di Fisica intitolato a Giuseppe e Vanna Cocconi.
Gianpaolo Bellini, che dopo averlo ideato ha diretto l’esperimento per 22 anni, nel 2016 ha ricevuto il premio Bruno Pontecorvo, deciso da una commissione di fisici statunitensi, giapponesi, russi e italiani. Nel 2017 è stato insignito del premio Enrico Fermi, il maggior premio di fisica italiano, erogato dalla Società Italiana di Fisica e deciso dai maggiori enti di ricerca italiani: CNR, INFN, INAF, INGV, ecc.
In precedenza ha partecipato come responsabile dei gruppi italiani o dell’intero esperimento ad altre ricerche presso il CERN, l' IHEP (Serpukhov) ed il Fermi National Accelerator Laboratory. Ha scritto l’intero capitolo di fisica riguardante la produzione coerente di particelle di alta energia su nuclei. È stato l'ideatore dei “bersagli attivi”: una prima versione, consistente in un telescopio molto compatto composto da 40 sottili strati di rivelatori al Silicio, fu sviluppata e realizzata nel suo laboratorio rivelatori a Milano. Furono impiegati per la prima volta nell'esperimento NA1 al CERN, che ha consentito di misurare per la prima volta la vita delle particelle D{\displaystyle ^{o}} e Λ{\displaystyle _{c}} attraverso il metodo esponenziale.  Con il suo gruppo di Milano ha sviluppato il primo rivelatore di microvertice al silicio installato in un esperimento. Questo ha consentito, negli anni ‘80 del secolo scorso, la migliore misura di tutte le vite medie dei mesoni e barioni con Charm nell'esperimento E687 al FNAL. 
Per la scoperta della prima e seconda eccitazione radiale del mesone π ottenuta nell'esperimento effettuato a Serpukhov, Bellini, insieme a A.A.Tjapkin, ha ricevuto alla fine degli anni ’70 una menzione speciale da parte dell’Accademia delle scienze dell'URSS.